# زینب صغیر
زینب صغیر (به عربی: زینب صغیر؛ زادهٔ ۲۵ سپتامبر ۲۰۰۲) یک کشتی‌گیر آزادکار کشور تونس است. وی سابقه حضور در المپیک ۲۰۲۰ توکیو و المپیک ۲۰۲۴ پاریس را دارد.